# Aaron Carter
Aaron Charles Carter (Tampa, 7 de dezembro de 1987 – Lancaster, 5 de novembro de 2022) foi um cantor, compositor e ator estadunidense. Ele conquistou fama como cantor pop e de hip hop no fim dos anos 90, se estabelecendo como uma estrela entre o público  adolescente, através do lançamento de seus primeiros álbuns de estúdio. Nascido em Tampa, Flórida, Carter começou a se apresentar aos sete anos de idade e lançou seu álbum de estréia em 1997, aos 9 anos, vendendo um milhão de cópias mundialmente. Seu segundo álbum, Aaron’s Party (Come Get It) (2000), vendeu três milhões de cópias nos Estados Unidos, e Carter começou a fazer aparições na emissora Nickelodeon e em turnê com o grupo Backstreet Boys, logo após o lançamento do material. O álbum  seguinte de Carter, Oh Aaron, também se tornou disco de platina, e em 2002, ele lançou o que seria seu último álbum de estúdio por dezesseis anos, Another Earthquake!, seguido por sua coletânea Most Requested Hits, de 2003.
Desde então, Carter apareceu no programa Dancing with the Stars, nos musicais Seussical e The Fantasticks, além de realizar diversas apresentações pontuais. Em 2014, ele anunciou que lançaria novas músicas e um single contendo a participação do rapper Pat SoLo tornou-se disponível para download gratuito. Em 1 de abril de 2016, Carter lançou o single "Fool's Gold", seguido de um extended play (EP), intitulado Love, em fevereiro de 2017. Seu quinto álbum de estúdio, também intitulado Love, foi lançado em 16 de fevereiro de 2018.

## Biografia e carreira

### 1987–1996: Primeiros anos e infância
Aaron Charles Carter nasceu em 7 de dezembro de 1987, no Hospital Geral de Tampa, na cidade de Tampa, Flórida, onde seus pais, Jane Elizabeth Carter (nascida Spaulding) e Robert Gene Carter, administravam a Casa de Repouso Garden Villa. A família era originária da cidade de Nova York, onde nasceu seu irmão mais velho, Nick, integrante do grupo masculino Backstreet Boys. Além de seu irmão Nick, ele também possui uma irmã gêmea de nome Angel e duas irmãs mais velhas Bobbie Jean e Leslie. Carter recebeu o nome de seu avô paterno, Aaron Charles Carter, e de seu avô materno, Douglas "Charles" Spaulding. Mais tarde, ele frequentou a Frank D. Miles Elementary School e a Ruskin School na Flórida.

### 1997–1999: Início na música e álbum de estreia auto-intitulado
Carter começou sua carreira artística aos sete anos de idade, como vocalista do Dead End, uma banda local formada após seus integrantes se conhecerem em uma escola de rock que frequentavam em Tampa. Após dois anos, ele deixou a banda, porque seus integrantes estavam interessados em rock alternativo, enquanto Carter estava interessado em pop.
Em março de 1997, ele realizou sua primeira apresentação solo, cantando uma versão cover de "Crush on You" da banda The Jets, quando abriu os concertos do Backstreet Boys na Alemanha. Esta apresentação foi seguida por um contrato pela Edel Records e, no outono de 1997, ele lançou seu primeiro single, "Crush on You". Em dezembro do mesmo ano, Carter lançou seu primeiro álbum de estúdio auto-intitulado, que recebeu certificação ouro na Noruega, Espanha, Dinamarca, Canadá e Alemanha. O álbum foi lançado nos Estados Unidos em 16 de junho de 1998.

### 2000–2002:Aaron's Party (Come Get It), início na atuação eOh Aaron
O segundo álbum de estúdio de Carter, Aaron’s Party (Come Get It), foi lançado nos Estados Unidos em 26 de setembro de 2000, através da gravadora Jive. O álbum vendeu mais de três milhões de cópias no país e foi certificado com platina tripla pela Recording Industry Association of America (RIAA). Seus singles "I Want Candy", "Aaron's Party (Come Get It)", "That's How I Beat Shaq" e "Bounce", foram executadas nas emissoras Disney e Nickelodeon. Ele também realizou diversas participações especiais na Nickelodeon e atuou como ato de abertura em vários concertos da cantora Britney Spears e dos Backstreet Boys. Em dezembro daquele ano, o álbum ganhou a certificação platina.
Em janeiro de 2001, Carter realizou uma curta apresentação durante o festival de música brasileiro Rock in Rio 3, realizado no Rio de Janeiro. Em março do mesmo ano, ele fez sua estreia como ator, participando de um episódio do programa Lizzie McGuire da Disney Channel. No mesmo mês, Carter e a cantora Samantha Mumba fizeram uma apresentação nos estúdios da MGM ao vivo pela Disney Channel, intitulado Aaron Carter and Samantha Mumba in Concert. A parte da apresentação de Aaron foi lançada em DVD sob o título de Aaron's Party: Live in Concert. Em abril de 2001, ele estreou na Broadway, interpretando JoJo no musical Seussical, de Lynn Ahrens e Stephen Flaherty.
Aos 13 anos, Carter gravou seu terceiro álbum de estúdio Oh Aaron, lançado em 7 de agosto de 2001, que apresentou sua primeira gravação em dueto com seu irmão Nick, além de conter a participação de um novo grupo feminino da época, No Secrets. A empresa de brinquedos Play Along Toys, também criou uma figura de ação de Carter em conjunto com o lançamento do álbum. Oh Aaron foi certificado com platina naquele mesmo ano e um concerto ao vivo na cidade de Baton Rouge, Louisiana, foi lançado em DVD sob o título de Oh Aaron: Live In Concert. Mais tarde, ele apareceu na trilha sonora do filme Jimmy Neutron: Boy Genius da Paramount e Nickelodeon, com três canções: "Leave It Up to Me", "A.C.'s Alien Nation" e "Go Jimmy Jimmy".

### 2003–2008:Another Earthquake!, "Saturday Night" eHouse of Carters

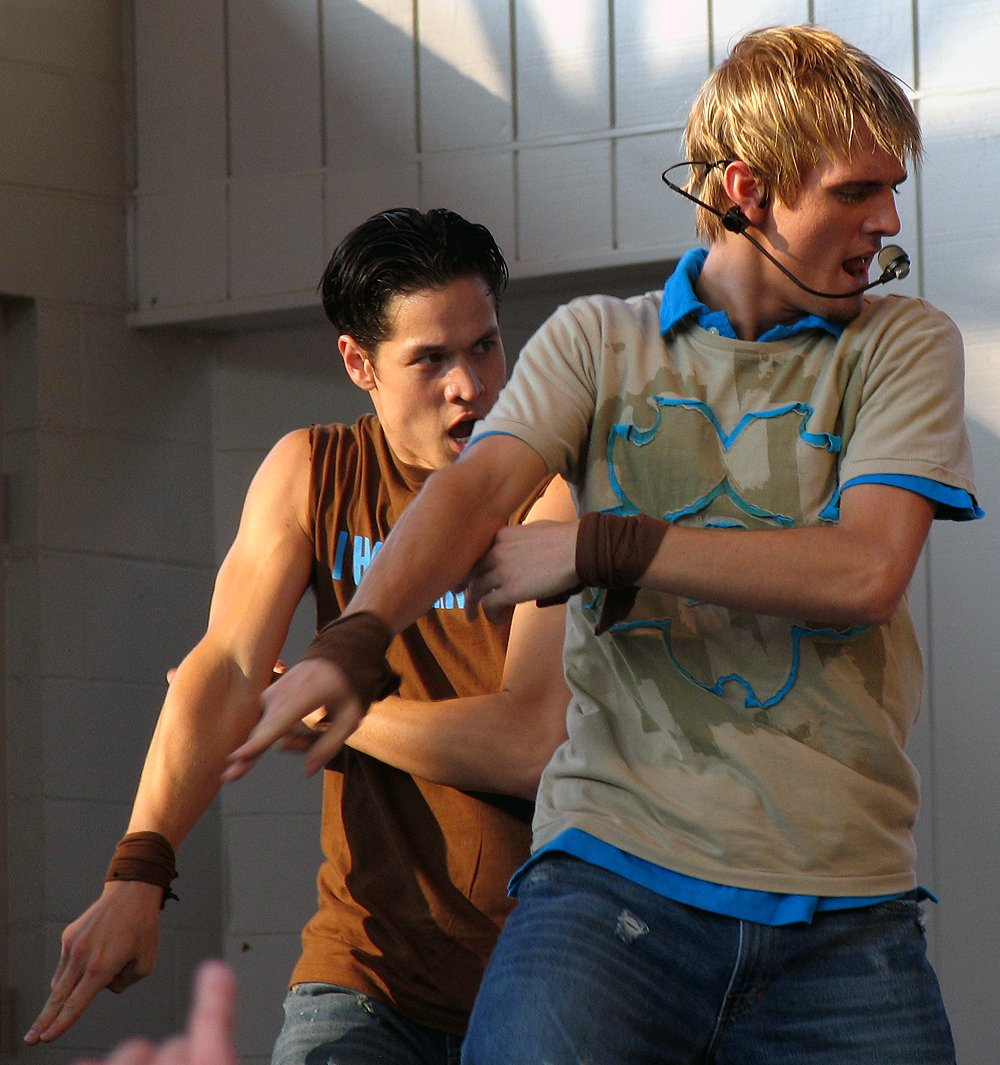
Carter se apresentando no Alabama em 2005.

O quarto álbum de estúdio de Carter, Another Earthquake!, foi lançado em 3 de setembro de 2002, durante a Rock, Rap, and Retro Tour. O álbum contou com o tema patriótico "America A.O." e a balada "Do You Remember". Ele também atuou em três episódios do programa All That da Nickelodeon e cantou a canção tema da série de televisão animada Liberty's Kids.
Durante este mesmo ano de 2002, os pais de Carter entraram com uma ação contra seu ex-empresário, Lou Pearlman, alegando o não pagamento de milhares de dólares em royalties pelo álbum de Carter, lançado em 1998 pela gravadora e produtora de Pearlman, a Trans Continental. Em 13 de março de 2003, Pearlman foi declarado desobediente pelo tribunal por ignorar uma ordem judicial para produzir documentos relacionados ao pagamentos de royalties. Em 3 de novembro do mesmo ano, Carter lançou uma coletânea que incluiu faixas de seus últimos três álbuns, bem como um novo single, "One Better".
Em 22 de março de 2005, foi lançada a canção "Saturday Night", promovida por Carter durante o verão de 2005 através da Remix Tour. O single foi lançado pela gravadora Trans Continental, com Lou Pearlman como produtor executivo e tornou-se destaque na trilha sonora do filme Popstar, o qual Carter estrelou. O filme lançado em DVD, foi fortemente baseado em sua própria vida como artista. No mesmo ano, ele interpretou um piloto de motocross no filme Supercross. Em 21 de março de 2006, a Trans Continental entrou com uma ação judicial contra Carter na Corte Superior de Los Angeles, alegando que ele teria renegado um contrato de gravação. Carter assinou o contrato em 7 de dezembro de 2004, quando tinha dezessete anos e era menor de idade. Seu advogado, afirmou que ele tinha o direito de "cancelar ou anular diversos acordos" assinados na ocasião em que era menor de idade.
Ainda durante o ano de 2006, Carter e seus irmãos estrelaram um reality show intitulado House of Carters, que foi exibido de outubro a novembro pela emissora por assinatura E!. A produção apresentou todos os cinco irmãos Carter se reunindo na mesma casa e contou com oito episódios.

### 2008–2013:Dancing with the Starse retorno a turnês
Em 2009, Carter se juntou à nona temporada do programa de dança Dancing with the Stars. Em 10 de novembro, ele foi eliminado junto com sua parceira Karina Smirnoff, encerrando sua participação em quinto lugar. Durante esse tempo, ele também lançou algumas canções online, incluindo o single "Dance with Me", com Flo Rida. Em 22 de agosto de 2010, Carter se apresentou em Lake Ronkonkoma, Nova York, em um concerto beneficente para uma criança com câncer neuroblastoma de estágio quatro.
Em 7 de novembro de 2011, Carter começou a estrelar o musical The Fantasticks, no Snapple Theatre Center, em Nova York. Ele foi escalado para o papel de Matt, o personagem central da produção. Em janeiro de 2012, tornou-se uma das oito celebridades participantes do reality show  Rachael vs. Guy: Celebrity Cook-Off da Food Network e foi eliminado no primeiro episódio.
Ao longo do ano de 2012, Carter fez várias apresentações pontuais. Em 12 de janeiro, realizou um concerto no Showcase Live em Foxborough, Massachusetts, e em 19 de janeiro no Gramercy Theatre, em Nova York. Em 11 de maio, ele realizou um concerto acústico no cassino Mohegan Sun em Uncasville, Connecticut. Carter apresentou um Ryan Cabrera show em 30 de maio, em Flemington, Nova Jersey, e por fim se apresentou no Mixtape Festival em 17 de agosto. Em 2013, Carter iniciou sua primeira turnê em oito anos, sob o título de After Party Tour.  A turnê foi realizada de fevereiro a dezembro de 2013 e incluiu mais de 150 concertos nos Estados Unidos e Canadá.

### 2014–2022:The Music Never Stoppede projetosLove

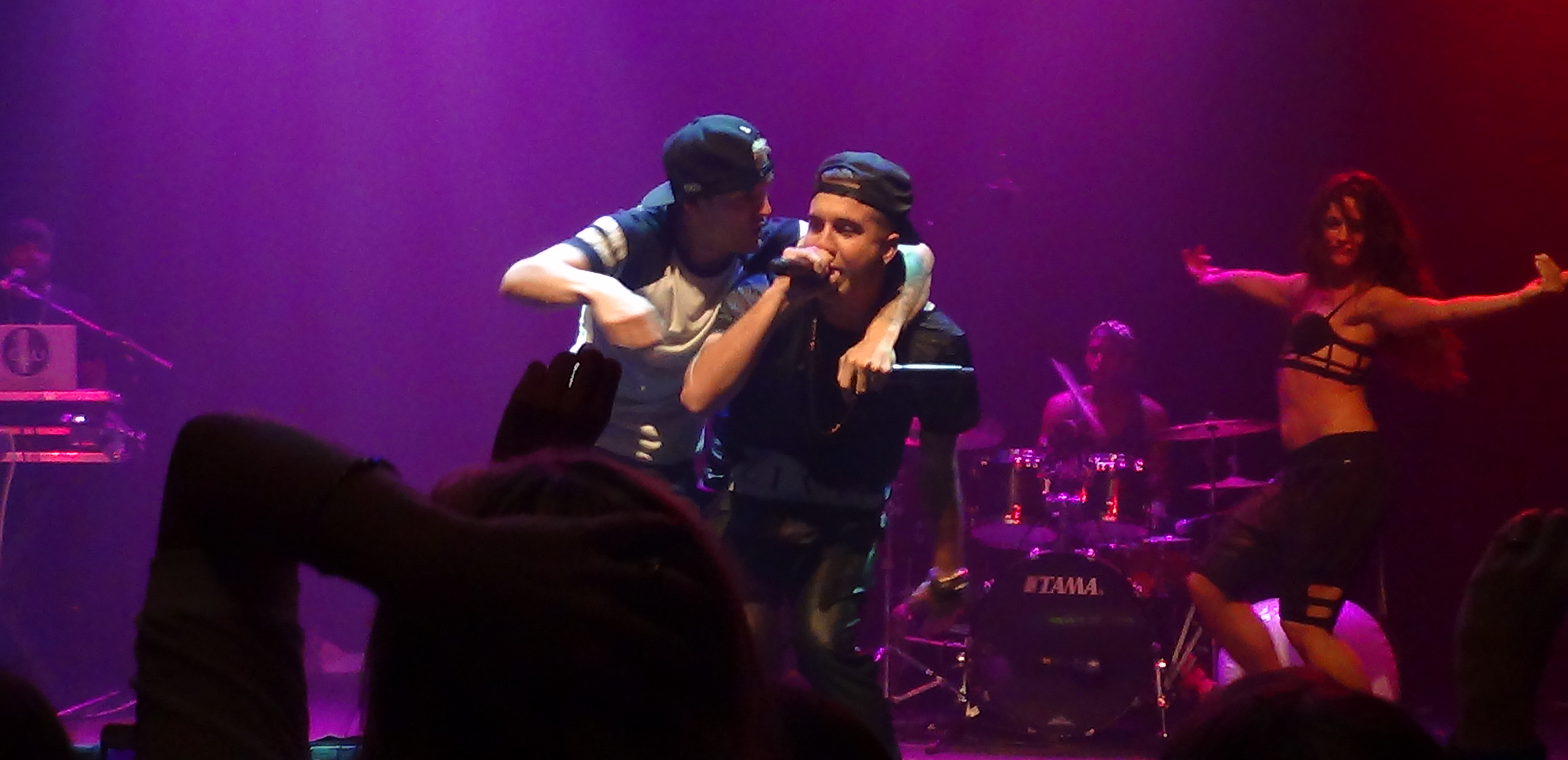
Carter cantando "Ooh Wee" com o rapper Pat SoLo no Gramercy Theatre em 2014

Em junho de 2014, Carter fez uma turnê canadense por onze cidades durante a qual ele tocou novas canções de seu próximo álbum. Ele  também anunciou que iria embarcar em uma turnê mundial intitulada Wonderful World Tour, nomeada através de uma canção de mesmo nome de seu próximo álbum. A turnê incluiu cinquenta datas e decorreu de setembro de 2014 a janeiro de 2015. Em julho de 2014, Carter apareceu no programa Good Day LA, onde tocou "Ooh Wee", um single com Pat SoLo. Em fevereiro de 2015, ele lançou um EP pelo SoundCloud, intitulado The Music Never Stopped.
Em 31 de janeiro de 2016, Carter lançou seu video musical para  "Curious" sob o nome Kid Carter, co-dirigido por Michael D. Monroe da MDM Media, Ben Epstein e pelo próprio. Em abril do mesmo ano, Carter lançou o single "Fool's Gold". Em janeiro de 2017, ele lançou "Sooner or Later". Ambas as canções integraram o EP Love, lançado em fevereiro de 2017, produzido e lançado independentemente por Carter em seu novo negócio, a Rakkaus Records. Um álbum de mesmo nome do EP, lançado como seu quinto álbum de estúdio em 16 de fevereiro de 2018.

## Vida pessoal

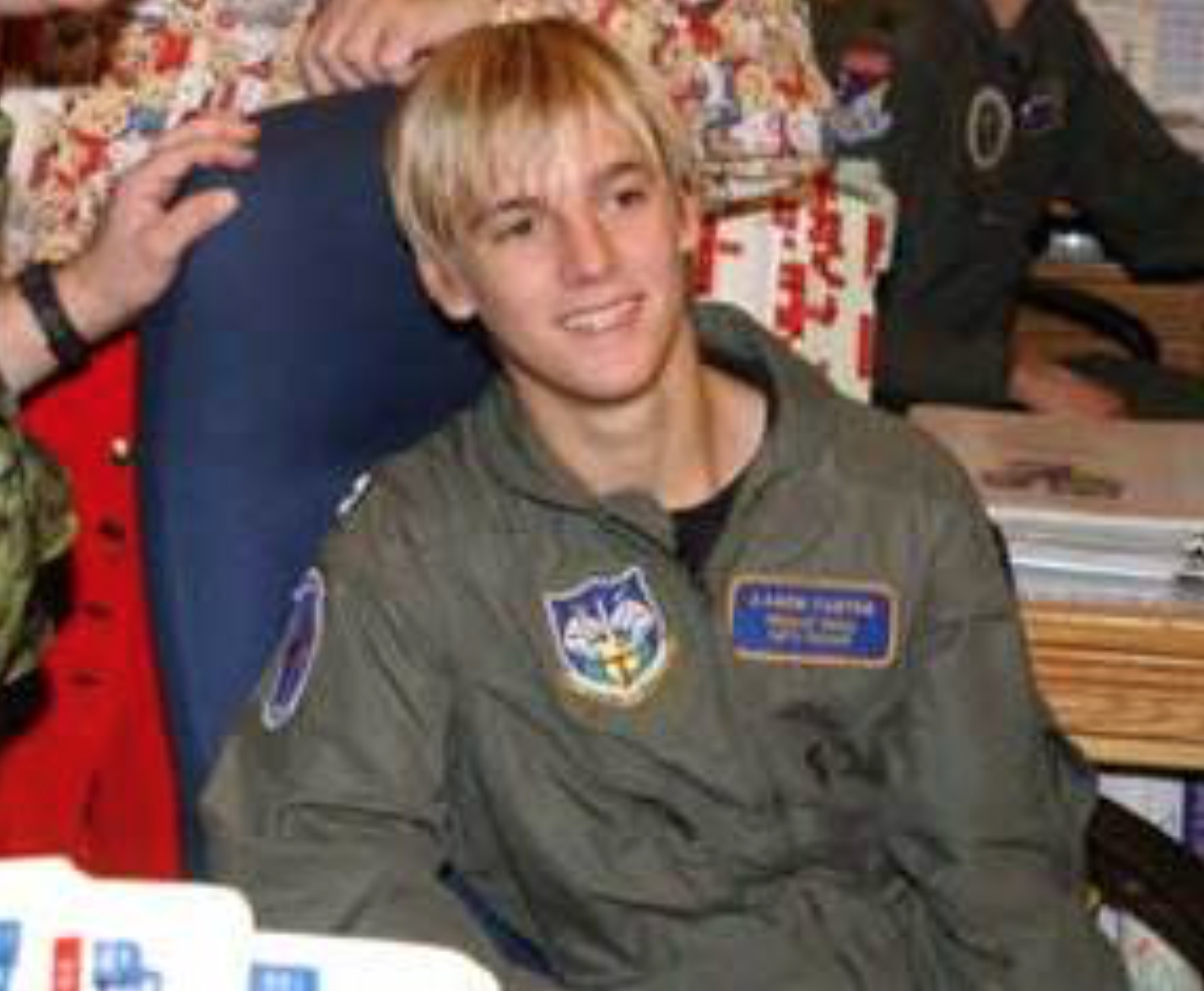
Aaron Carter and Santa Claus being briefed on the NORAD Tracks Santa program in November 2002 by Major Douglas Martin, Canadian Forces, Deputy Director of NORAD Public Affairs and Chief Santa Tracker

### Relacionamentos e sexualidade
Em dezembro de 2000, aos treze anos, Carter iniciou um relacionamento com a atriz e cantora Hilary Duff. Um ano e meio depois, ele iniciou um relacionamento com a também atriz e cantora Lindsay Lohan, levando a um triângulo amoroso entre os três. Carter terminou seu relacionamento com Lohan em abril de 2003 e retomou seu namoro com Duff. Mais tarde, após dois anos de relacionamento, ele e Duff encerraram sua relação.
Em 18 de setembro de 2006, foi noticiado que Carter estava noivo da ex-rainha da beleza e modelo da Playboy Kari Ann Peniche. Mais tarde, a revista US Weekly informou que Carter havia terminado seu noivado com Peniche, dizendo que ele havia sido impulsivo ao propor o noivado a ela.
Em 5 de agosto de 2017, Carter se afirmou bissexual através de sua conta no Twitter. Em 18 de dezembro do mesmo ano, ele apareceu como convidado do podcast LGBTQ&A para discutir sua bissexualidade, retorno à música e outros assuntos. No entanto, em 2018, ele retirou sua declaração de bissexualidade, chamando-a de "mal interpretada" e declarou: "Eu me vejo estando com uma mulher e tendo filhos. Quero ter uma família".
Em agosto de 2019, Carter reiterou sua bissexualidade em seu Twitter, dizendo que, embora só tivesse relacionamentos com mulheres, ele também sentia atração por homens. No mesmo período, ele solicitou uma ordem de restrição contra a então ex-namorada e modelo russa Liva Valentina, após ela ter ameaçado esfaqueá-lo.

### Prisões por drogas e processo de reabilitação
Em 21 de fevereiro de 2008, Carter foi preso no condado de Kimble, no Texas, quando foi parado por excesso de velocidade, e as autoridades encontraram também gramagem de maconha em seu carro.
Em 23 de janeiro de 2011, o gerente de Carter, Johnny Wright, anunciou que ele havia entrado em uma unidade de tratamento "para curar alguns problemas emocionais e espirituais com os quais estava lidando". Em 10 de fevereiro, foi anunciado que ele havia concluído com êxito um mês de reabilitação no Betty Ford Center no Rancho Mirage, Califórnia. Em 22 de novembro de 2013, Carter apresentou uma petição de falência devido a mais de US$ 3,5 milhões em dívidas, referindo-se principalmente a impostos devidos do dinheiro ganho no auge de sua popularidade. O jornalista Carter Honig disse à CNN que o fato "não é algo negativo", pois "(...) ele está fazendo o que precisa ser feito para avançar". A petição afirmou que o maior credor de Carter era o governo dos Estados Unidos, com um valor de impostos atrasados equivalente a US$ 1,3 milhão de sua renda em 2003, quando ele tinha apenas dezesseis anos. Em 2014, Carter liquidou todas as suas dívidas fiscais.
Em 15 de julho de 2017, Carter foi preso na Geórgia por suspeita de dirigir sob influência de maconha, de acordo com as autoridades policiais.
Em setembro de 2017, Carter apareceu no The Doctors, um programa de entrevistas com foco em saúde, para discutir a atenção do público gerada por sua aparência magra e pelas prisões relacionadas a drogas. Uma série completa de testes e exames revelaram que ele tinha uma infecção por candida, um sinal potencialmente relacionado a um sistema imunológico enfraquecido. Carter obteve resultado negativo para drogas ilegais, mas positivo para uma mistura de medicamentos prescritos "benzodiazepínicos com opiáceos", que Carter utilizava para ansiedade e sono. Ele foi aconselhado a entrar em um programa de reabilitação de drogas e permanecer sob cuidados médicos.
Carter posteriormente se internou no Alo House, um centro de tratamento em Malibu, Califórnia. Em fevereiro de 2018, relatou melhora de sua condição, incluindo terapia para lidar com a morte de seu pai ocorrido em maio de 2017 e um rompimento amoroso de longa data. Em 2019, ele e sua mãe, Jane, apareceram no reality show Marriage Bootcamp: Family Edition da WEtv. O programa se concentra na tentativa de reparar relacionamentos conturbados por meio de terapia não convencional. Em fevereiro de 2019, foi noticiado que Aaron havia comprado uma casa em Lancaster, Califórnia. No mesmo ano, Carter relatou que havia sido diagnosticado com transtorno de personalidade múltipla, esquizofrenia, ansiedade aguda e depressão maníaca.

### Controvérsias
Carter teve um relacionamento tumultuado com seus irmãos ao longo dos anos, e muitas de suas brigas tornaram-se conhecidas por serem públicas. Em setembro de 2019, Carter fez acusações de abuso sexual contra sua falecida irmã Leslie, que morreu de overdose de medicamentos em 2012, dizendo que o abuso durou três anos, de seus 10 aos 13 anos, e que teria ocorrido quando Leslie não tomava os medicamentos prescritos para tratar seu transtorno bipolar. Ele também acusou seu irmão Nick de abuso ao longo de sua vida, embora não tenha entrado em detalhes, e sugestionou ainda, que o irmão havia abusado de um membro feminino da família. A equipe jurídica de Nick negou todas as acusações, que vieram após Nick e sua irmã, Angel, solicitarem na justiça, ordens de restrição contra Carter, que teria confessado que tinha pensamentos de matar a então esposa grávida de Nick, Lauren Carter. Adicionalmente, Angel solicitou uma ordem de restrição de violência doméstica. A justiça concedeu para ambos uma ordem de restrição pelo período de um ano, sem Carter poder assediá-los ou ameaçá-los de qualquer forma, inclusive online.
Em janeiro de 2020, o artista alemão Jonas Jödicke indicou para Carter, no Twitter, que ele estava fazendo uso não autorizado de sua obra de arte protegida por direitos autorais a fim de promover sua linha de roupas. Carter respondeu a Jödicke, que estava de fato usando a imagem para promover a linha de roupas e que não iria retirar, além de alegar que o artista é quem deveria agradecer por ter sua obra divulgada, ainda que sem permissão. Dois meses depois, Carter abriu uma conta no serviço de assinatura OnlyFans, popular na indústria de entretenimento adulto. Ele passou a vender fotos de nudez, o que foi considerado de cunho duvidoso.

### Morte
Aaron Carter foi encontrado morto aos 34 anos na banheira da sua casa em Lancaster, Califórnia, no dia 5 de novembro de 2022. A causa da morte não foi oficialmente declarada, mas era de conhecimento público que o cantor lutava contra problemas de saúde mental e vícios, segundo laudo da autópsia não foi encontrado água nos pulmões do artista. Dois meses depois, a mãe de Aaron, Jane Carter e a mulher, Melanie Martin, cobraram das autoridades uma investigação de uma suposta venda de drogas que ocorreu no dia da sua morte, e poderia estar relacionada a esse fato. .

## Discografia

### Álbuns de estúdio
- Aaron Carter (1997)
- Aaron’s Party (Come Get It) (2000)
- Oh Aaron (2001)
- Another Earthquake! (2002)
- Love (2018)

## Turnês
Como artista principal
- 2000–2001: Party Tour[58]
- 2002: Aaron's Winter Party[59]
- 2002: Rock Rap N' Retro Tour[60]
- 2003–2004: Jukebox Tour[61]
- 2005: Remix Tour[62]
- 2013: After Party Tour[63]
- 2014: Aaron Carter's Wonderful World Tour[64][65]

Como artista convidado
- 1998: Kids Go Music Festival[66]
- 1998: Kids Go Christmas Festival
- 1999: All That! Music and More Festival[67]
- 2001: Radio Disney Live! 2001 World Tour[68]

Ato de abertura
- 1997: Backstreet Boys: Live in Concert Tour (Alemanha, Suíça e Áustria)
- 1998: Backstreet's Back Tour (Estados Unidos e Canadá)[69]
- 2000: Oops!... I Did It Again Tour (Inglaterra e Alemanha)[70]

Promocionais
- 1998: Eurasian Tour
- 2000: Australian Tour[70]
- 2000: Wal-Mart Promo Tour[70]

## Filmografia

### Televisão
| Ano  | Título                          | Papel               | Notas                  |
| ---- | ------------------------------- | ------------------- | ---------------------- |
| 1998 | Figure It Out                   | Ele mesmo           | 1 episódio             |
| 2001 | Lizzie McGuire                  | Ele mesmo           | 1 episódio             |
| 2001 | Sabrina, the Teenage Witch      | Ele mesmo           | 1 episódio             |
| 2002 | 48 Hours Mystery                | Ele mesmo           | 1 episódio             |
| 2002 | Liberty's Kids                  | Joseph Plumb Martin | Voz                    |
| 2003 | Family Affair                   | Liam Curtis         | 1 episódio             |
| 2004 | 7th Heaven                      | Harry               | 2 episódios            |
| 2005 | Penn & Teller: Off the Deep End | Ele mesmo           |                        |
| 2006 | House of Carters                | Ele mesmo           | 8 episódios            |
| 2007 | Grand Stand                     | Mitch               | episódio piloto        |
| 2009 | Dancing with the Stars          | Ele mesmo           | atingiu o quinto lugar |
| 2014 | I Heart Nick Carter             | Ele mesmo           | 1 episódio             |
| 2016 | Life or Debt                    | Ele mesmo           | 1 episódio             |
| 2017 | The Doctors                     | Ele mesmo           | 1 episódio             |

### Filmes
| Ano  | Título                            | Papel          | Notas                                               |
| ---- | --------------------------------- | -------------- | --------------------------------------------------- |
| 2004 | Fat Albert                        | Darren/Criança |                                                     |
| 2004 | Ella Enchanted                    |                | servindo os vocais masculinos em "Somebody to Love" |
| 2005 | Popstar                           | JD McQueen     | lançamento em DVD                                   |
| 2005 | Supercross                        | Owen Cole      |                                                     |
| 2006 | I Want Someone to Eat Cheese With | Marty          | filme independente                                  |
| 2014 | College Fright Night              | Brian          |                                                     |